# John Russell (Bischof)
John Russell (* in Winchester; † 30. Dezember 1494 in Nettleham) war ein englischer Geistlicher. Er war Bischof von Rochester und Lincoln sowie Lordkanzler.

## Leben
John Russell besuchte ab 1443 das Winchester College, ab 1449 studierte er an der Universität Oxford am New College. 1462 gab er seine Fellowship auf, vermutlich weil er in die Dienste König Eduards IV. eintrat, der ihn auf verschiedene diplomatische Missionen entsandte. Im April 1467 und im Januar 1468 wurde er als Gesandter zu Karl dem Kühnen nach Brügge geschickt, um dessen Heirat mit Margaret of York, der Schwester des Königs, zu verhandeln. Im Februar 1470 wurde er erneut zu diesem gesandt, um ihm den Hosenbandorden zu verleihen. Die von ihm anlässlich dieses Ereignisses auf Latein vorgetragene Rede war eine der ersten Veröffentlichungen von William Caxton, die vermutlich in Brügge von Colard Mansion für ihn gedruckt worden war. 1474 wurde er als Gesandter nach Schottland geschickt, um über eine Heirat von Eduards Tochter Cecily mit James, dem Sohn König Jakobs III., zu verhandeln. Im Mai 1474 wurde Russell zum Lord Keeper of the Privy Seal befördert und behielt dieses Amt auch, nachdem er am 22. September 1476 zum Bischof von Rochester geweiht wurde. Am 9. September 1480 wechselte er ins Bistum Lincoln.
Russell war ein zuverlässiger Minister König Eduards IV., war einer von dessen Testamentsvollstreckern und war an dessen Trauerfeier im April 1483 beteiligt. Am 13. Mai 1483 wurde er im Namen von Richard, Duke of Gloucester, zum Lordkanzler ernannt, angeblich nur mit großem Widerwillen. Russell diente Richard dennoch treu, auch als dieser sich zum König ausrufen ließ, wenngleich das Verhältnis zwischen beiden nie eng war. Am 29. Juli 1485 wurde er von Richard aus dem Amt des Lordkanzlers entlassen, womöglich war Richard bezüglich der Loyalität Russells misstrauisch geworden. Russell war weniger Politiker als ein Beamter, der später auch manchmal von Heinrich VII. für öffentliche Angelegenheiten und diplomatische Missionen eingesetzt wurde. In seinen letzten Jahren widmete sich er jedoch vorrangig seiner Diözese und der Universität Oxford, zu deren Kanzler er 1483 gewählt worden war.
John Russell starb am 30. Dezember 1494 in Nettleham und wurde in der Lincoln Cathedral beigesetzt.